# Adore You
"Adore You" là một bài hát của ca sĩ người Mỹ Miley Cyrus nằm trong album phòng thu thứ tư của cô Bangerz (2013). Nó được phát hành như là đĩa đơn thứ ba và cũng là cuối cùng từ album vào ngày 17 tháng 12 năm 2013 bởi RCA Records. Bài hát được viết và sản xuất bởi Oren Yoel, với sự tham gia hỗ trợ sáng tác từ Stacy Barthe. "Adore You" là một bản pop và R&B ballad, trong đó Cyrus nói về tình cảm của mình đối với bạn trai của cô.
Sau khi phát hành, "Adore You" nhận được những đánh giá tích cực từ các nhà phê bình âm nhạc, trong đó họ khen khâu sản xuất tổng thể và giọng ca của Cyrus. Trước khi chính thức phát hành làm đĩa đơn, ca khúc đứng vị trí thứ 42 trên bảng xếp hạng Billboard Hot 100; và đạt vị trí số 21 sau đó. Đĩa đơn chỉ đạt được những thành công tương đối so với thành công trước đó của "We Can't Stop" và "Wrecking Ball", trên các bảng xếp hạng khắp thế giới. Bài hát đã bán được một triệu bản tại Mỹ. Video ca nhạc cho "Adore You" được phát hành vào ngày 26 tháng 12 năm 2013, trong đó Cyrus hát trên một chiếc giường và trong bồn tắm, và được xen kẽ với những hiệu ứng mô phỏng một cuốn băng sex.

## Cedric Gervais remix
Phiên bản remix của "Adore You" được sản xuất bởi Cedric Gervais đã được ra mắt vào ngày 13 tháng 2 năm 2014, và đã được chính thức phát hành vào ngày 3 tháng 3 năm 2014 bởi hãng thu âm của anh ấy Spinnin' Records.

## Xếp hạng
| Bảng xếp hạng (2013–14)                | Vị trí cao nhất |
| -------------------------------------- | --------------- |
| Úc (ARIA)                              | 25              |
| Bỉ (Ultratip Flanders)                 | 19              |
| Bỉ (Ultratip Wallonia)                 | 20              |
| Canada (Canadian Hot 100)              | 36              |
| Đan Mạch (Tracklisten)                 | 24              |
| Pháp (SNEP)                            | 143             |
| Ireland (IRMA)                         | 44              |
| Lebanon (The Official Lebanese Top 20) | 19              |
| New Zealand (Recorded Music NZ)        | 15              |
| Scotland (OCC)                         | 21              |
| South Africa (EMA)                     | 5               |
| Tây Ban Nha (PROMUSICAE)               | 39              |
| Ukraine (FDR Music Charts)             | 14              |
| Anh Quốc (OCC)                         | 27              |
| Hoa Kỳ Billboard Hot 100               | 21              |
| Hoa Kỳ Adult Pop Airplay (Billboard)   | 33              |
| Hoa Kỳ Dance Club Songs (Billboard)    | 42              |
| Hoa Kỳ Pop Airplay (Billboard)         | 15              |

| Bảng xếp hạng (2014) | Vị trí |
| -------------------- | ------ |
| US Billboard Hot 100 | 100    |

### Chứng nhận
| Quốc gia                                                                           | Chứng nhận | Số đơn vị/doanh số chứng nhận |
| ---------------------------------------------------------------------------------- | ---------- | ----------------------------- |
| Úc (ARIA)                                                                          | Vàng       | 35.000^                       |
| Canada (Music Canada)                                                              | Bạch kim   | 80,000^                       |
| * Chứng nhận dựa theo doanh số tiêu thụ. ^ Chứng nhận dựa theo doanh số nhập hàng. |            |                               |

## Lịch sử phát hành
| Nước           | Ngày                | Phiên bản            | Định dạng                           | Nhãn     | Nguồn  |
| -------------- | ------------------- | -------------------- | ----------------------------------- | -------- | ------ |
| Mỹ             | 17, 2013            | Bản album            | Top 40/Mainstream radio             | RCA      | [ 1 ]  |
| Mỹ             | 3 tháng 3 năm 2014  | Cedric Gervais remix | Tải kĩ thuật số (chỉ trên Beatport) | Spinnin' | [ 23 ] |
| Mỹ             | 11 tháng 3 năm 2014 | Cedric Gervais remix | Tải kĩ thuật số                     | Spinnin' | [ 24 ] |
| Vương quốc Anh | 11 tháng 3 năm 2014 | Cedric Gervais remix | Tải kĩ thuật số                     | Spinnin' | [ 25 ] |